# Les Ormes-sur-Voulzie
Les Ormes-sur-Voulzie és un municipi francès, situat al departament de Sena i Marne i a la regió de Illa de França. L'any 2007 tenia 850 habitants.
Forma part del cantó de Provins, del districte de Provins i de la Comunitat de comunes Bassée-Montois.

## Demografia

### Població
El 2007 la població de fet de Les Ormes-sur-Voulzie era de 850 persones. Hi havia 311 famílies, de les quals 86 eren unipersonals (37 homes vivint sols i 49 dones vivint soles), 94 parelles sense fills, 115 parelles amb fills i 16 famílies monoparentals amb fills.
La població ha evolucionat segons el següent gràfic:
Habitants censats

### Habitatges
El 2007 hi havia 385 habitatges, 314 eren l'habitatge principal de la família, 35 eren segones residències i 37 estaven desocupats. 377 eren cases i 4 eren apartaments. Dels 314 habitatges principals, 268 estaven ocupats pels seus propietaris, 33 estaven llogats i ocupats pels llogaters i 13 estaven cedits a títol gratuït; 2 tenien una cambra, 8 en tenien dues, 66 en tenien tres, 95 en tenien quatre i 143 en tenien cinc o més. 269 habitatges disposaven pel capbaix d'una plaça de pàrquing. A 155 habitatges hi havia un automòbil i a 135 n'hi havia dos o més.

### Piràmide de població
La piràmide de població per edats i sexe el 2009 era:
| Homes | Edats   | Dones |
| ----- | ------- | ----- |
| 0     | 95 o +  | 4     |
| 4     | 90 a 94 | 20    |
| 4     | 85 a 89 | 32    |
| 4     | 80 a 84 | 20    |
| 12    | 75 a 79 | 28    |
| 24    | 70 a 74 | 8     |
| 32    | 65 a 69 | 36    |
| 24    | 60 a 64 | 24    |
| 8     | 55 a 59 | 4     |
| 20    | 50 a 54 | 16    |
| 32    | 45 a 49 | 32    |
| 36    | 40 a 44 | 24    |
| 52    | 35 a 39 | 40    |
| 16    | 30 a 34 | 24    |
| 12    | 25 a 29 | 8     |
| 28    | 20 a 24 | 0     |
| 32    | 15 a 19 | 44    |
| 40    | 10 a 14 | 24    |
| 16    | 5 a 9   | 40    |
| 16    | 0 a 4   | 12    |

## Economia
El 2007 la població en edat de treballar era de 494 persones, 364 eren actives i 130 eren inactives. De les 364 persones actives 334 estaven ocupades (178 homes i 156 dones) i 29 estaven aturades (14 homes i 15 dones). De les 130 persones inactives 59 estaven jubilades, 41 estaven estudiant i 30 estaven classificades com a «altres inactius».

### Ingressos
El 2009 a Les Ormes-sur-Voulzie hi havia 313 unitats fiscals que integraven 767 persones, la mediana anual d'ingressos fiscals per persona era de 18.863 €.

### Activitats econòmiques
Dels 27 establiments que hi havia el 2007, 2 eren d'empreses extractives, 1 d'una empresa alimentària, 3 d'empreses de fabricació d'altres productes industrials, 8 d'empreses de construcció, 4 d'empreses de comerç i reparació d'automòbils, 1 d'una empresa d'hostatgeria i restauració, 1 d'una empresa de serveis, 3 d'entitats de l'administració pública i 4 d'empreses classificades com a «altres activitats de serveis».
Dels 7 establiments de servei als particulars que hi havia el 2009, 2 eren paletes, 4 electricistes i 1 restaurant.
Dels 2 establiments comercials que hi havia el 2009, 1 era una botiga de més de 120 m² i 1 una botiga de menys de 120 m².
L'any 2000 a Les Ormes-sur-Voulzie hi havia 6 explotacions agrícoles.

## Equipaments sanitaris i escolars
L'únic equipament sanitari que hi havia el 2009 era una ambulància.
El 2009 hi havia una escola elemental.

## Poblacions més properes
El següent diagrama mostra les poblacions més properes.